# Патроны (посёлок)
Патро́ны — посёлок в Иркутском районе Иркутской области России. Входит в Ушаковское муниципальное образование. 

## География
Находится в 15 км к югу от центра сельского поселения, села Пивовариха, на правом берегу Ангары, при входе в залив Еловый (Иркутское водохранилище).

## Население
| 2002 | 2010 | 2011 | 2012 |
| ---- | ---- | ---- | ---- |
| 287  | ↗468 | ↗471 | ↗491 |

По данным Всероссийской переписи, в 2010 году в посёлке проживало 468 человек (216 мужчин и 252 женщины).